# Wendy Houvenaghel
Wendy Louise Houvenaghel (nacida como Wendy Louise McLean, Upperlands, 27 de noviembre de 1974) es una deportista británica que compitió en ciclismo en las modalidades de pista, especialista en las pruebas de persecución, y ruta.
Participó en los Juegos Olímpicos de Pekín 2008, obteniendo una medalla de plata en la prueba de persecución individual.
Ganó siete medallas en el Campeonato Mundial de Ciclismo en Pista entre los años 2008 y 2012, y una medalla de oro en el Campeonato Europeo de Ciclismo en Pista de 2010.

## Medallero internacional
| Juegos Olímpicos   | Juegos Olímpicos          | Juegos Olímpicos | Juegos Olímpicos        |
| Año                | Lugar                     | Medalla          | Competición             |
| ------------------ | ------------------------- | ---------------- | ----------------------- |
| 2008               | Pekín ( China)            | Medalla de plata | Persecución individual  |
| Campeonato Mundial |                           |                  |                         |
| Año                | Lugar                     | Medalla          | Competición             |
| 2008               | Mánchester ( Reino Unido) | Medalla de oro   | Persecución por equipos |
| 2009               | Pruszków ( Polonia)       | Medalla de oro   | Persecución por equipos |
| 2009               | Pruszków ( Polonia)       | Medalla de plata | Persecución individual  |
| 2010               | Ballerup ( Dinamarca)     | Medalla de plata | Persecución individual  |
| 2010               | Ballerup ( Dinamarca)     | Medalla de plata | Persecución por equipos |
| 2011               | Apeldoorn ( Países Bajos) | Medalla de oro   | Persecución por equipos |
| 2012               | Melbourne ( Australia)    | Medalla de plata | Persecución individual  |
| Campeonato Europeo |                           |                  |                         |
| Año                | Lugar                     | Medalla          | Competición             |
| 2010               | Pruszków ( Polonia)       | Medalla de oro   | Persecución por equipos |

## Palmarés en pista
- 2005
  - Campeona nacional en Persecución
- 2007
  - Campeona nacional en Persecución
- 2008
  - Medalla de plata a los Juegos Olímpicos de Pekín en Persecución por equipos 
  - Campeona del mundo de persecución por equipos (con Joanna Rowsell y Rebecca Romero)
- 2009
  - Campeona del mundo de persecución por equipos (con Joanna Rowsell y Elizabeth Armitstead)
- 2010
  - Campeona de Europa en Persecución por equipos (con Katie Colclough y Laura Trott)
  - Campeona nacional en Persecución
- 2011
  - Campeona del mundo de persecución por equipos (con Laura Trott y Danielle King)

### Resultados a laCopa del Mundo
- 2005-2006
  - 1.ª en la Clasificación general y a las pruebas de Sídney, en Persecución
- 2006-2007
  - 1.ª en la Clasificación general y a las pruebas de Mánchester y Moscú, en Persecución
- 2008-2009
  - 1.ª en Manchester, en Persecución
- 2009-2010
  - 1.ª en la Clasificación general y a las pruebas de Mánchester y Melbourne, en Persecución
  - 1.ª en Mánchester, en Persecución por equipos
- 2010-2011
  - 1.ª en Mánchester, en Persecución por equipos
- 2011-2012
  - 1.ª en Cali, en Persecución por equipos

## Palmarés en ruta
- 2003
  - Campeona del Reino Unido en contrarreloj
- 2007
  - Campeona del Reino Unido en contrarreloj
- 2009
  - 1.ª en el Chrono Champenois-Trophée Européen
- 2011
  - Campeona del Reino Unido en contrarreloj
- 2012
  - Campeona del Reino Unido en contrarreloj 
  - 1.ª en el Chrono Champenois-Trophée Européen
  - 1.ª en el Celtic Chrono